# Oskar Rixen
Pas d'image ? Cliquez ici

a Compétitions nationales et continentales officielles uniquement.

b Matchs officiels uniquement.
Dernière mise à jour le 1 juillet 2025.
Oskar Rixen, né à Berlin (Allemagne) le 9 février 2002, est un joueur allemand de rugby à XV évoluant au poste de deuxième ligne.

## Biographie
Oskar Rixen est formé au Berlin RC, où il fait ses débuts en 2012. En 2019, il rejoint le centre de formation du Stade français Paris. Lors de la présaison 2021, il a l'opportunité d'évoluer avec les professionnels lors d'un match amical face au CA Brive, il prolonge son contrat de trois saisons avec le Stade français, mais il ne dispute aucune rencontre officielle sous les couleurs parisiennes.
Malgré sa prolongation de contrat avec le club parisien, il est recruté par le centre de formation du CA Brive lors de l'intersaison 2022, avec lequel il s'engage jusqu'en 2024. Mais le Fidjien Tevita Ratuva se blesse gravement en début de saison. Rixen, qui a pu réaliser une première entrée en jeu face à Montpellier, est alors promu à temps plein dans le groupe professionnel pour la suite de la saison en tant que joker médical. Celui qui est devenu le quatrième allemand à jouer en Top 14 se fait rapidement remarquer par la bonne qualité de ses prestations, et a ainsi l'opportunité de jouer régulièrement lors de sa première saison. Toutefois, il subit une sérieuse blessure à la cheville au mois de janvier qui l'éloigne des terrains pour le reste de la saison. 
Durant sa deuxième saison en Corrèze, son club évolue en division inférieure, il joue très peu avec l'équipe professionnelle notamment à cause d'une suspension et de plusieurs blessures. Il ne joue seulement que quatre matchs dont un comme titulaire et passe la saison avec les espoirs,.
À l'issue de la saison, il quitte le CA Brive et signe en Top 14 avec l'ASM Clermont Auvergne pour deux saisons,.
En juin 2025, l'USO Nevers annonce officiellement avoir recruté le joueur allemand pour la saison 2025-2026. 